# Vloeibaarmetaalspiegel

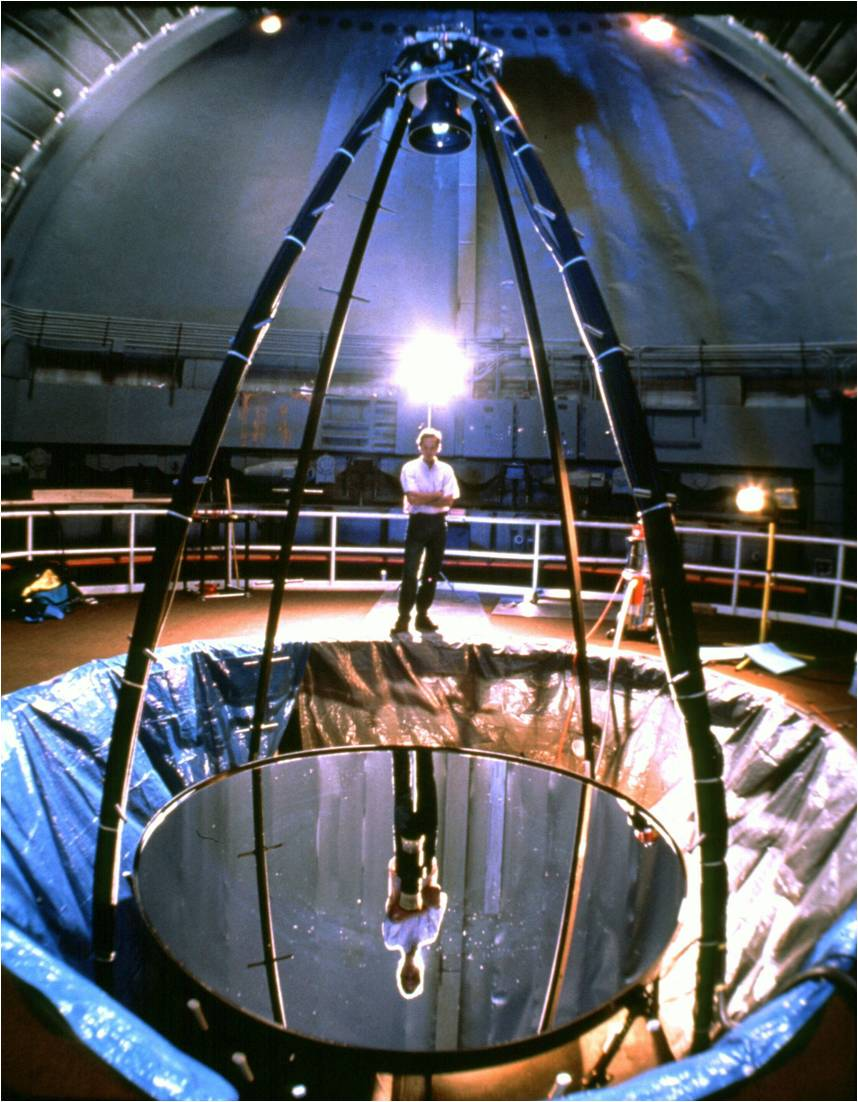
een vloeibaarmetaalspiegel

Een vloeibaarmetaalspiegel is een holle spiegel, die zijn vorm krijgt door het roteren van een reflecterende vloeistof. De meestgebruikte vloeistof is kwik, maar er worden ook andere vloeistoffen gebruikt, zoals laagsmeltende legeringen van gallium. Vloeibaarmetaalspiegels kunnen een goedkoop alternatief zijn voor conventionele grote spiegeltelescopen. Men spreekt dan van een vloeibaarmetaalspiegeltelescoop, of kortweg vloeibaarmetaaltelescoop (Engels: liquid mirror telescope, LMT).
Isaac Newton zag dat het vrije oppervlak van een roterende vloeistof een omwentelingsparaboloïde vormt en dat er daardoor een telescoop mee gebouwd kan worden. Hij was echter niet in de gelegenheid er zelf een te bouwen, omdat hij niet over de technische mogelijkheden beschikte om de rotatiesnelheid te stabiliseren. Het concept werd verder ontwikkeld door Ernesto Capocci van het Capodimonte-observatorium in Napels (1850). Doch pas in 1872 bouwde Henry Skey in Dunedin (Nieuw-Zeeland) de eerste werkende vloeibaarmetaalspiegel op laboratoriumschaal.
Telescopen met een vloeibaarmetaalspiegel kunnen de hemel slechts in het zenit (d.w.z. recht omhoog) waarnemen en zijn daardoor ongeschikt voor waarnemingen waarbij de telescoop gedurende langere tijd op hetzelfde hemelobject moet zijn gericht.

## Conventionele vloeibaarmetaaltelescopen (op aarde)
Deze bestaan uit een vloeistof in een cilindrisch reservoir. De cilinder draait om zijn as met enkele omwentelingen per minuut. De vloeistof neemt daarbij geleidelijk de vorm van een omwentelingsparaboloïde aan. Het oppervlak heeft een zeer nauwkeurige vorm, onafhankelijk van de vorm van de cilinder. De benodigde hoeveelheid kwik is zeer klein, daar de vloeistoflaag minder dan een millimeter dik is.

## Voordelen
Het grote voordeel van vloeibaarmetaalspiegels zijn de geringe kosten voor de spiegel, die ca. 1% van de kosten van een conventionele spiegel bedragen. Dat beperkt de kosten van de gehele telescoop met meer dan 95%. De Large Zenith Telescope van de Universiteit van Brits-Columbia kost met zijn diameter van 6 m slechts een tiende van de prijs van een conventionele telescoop met een spiegel van glas.

## Nadelen
De spiegel kan alleen recht omhoog worden gericht. Als hij wordt gekanteld, verliest hij zijn vorm. Het beeldveld van de telescoop verandert daardoor voortdurend en bestrijkt een smalle hemelstrook bij constante declinatie, overeenkomend met de breedtegraad waarop de telescoop opgesteld staat. Het is niet mogelijk bepaalde objecten gedurende langere tijd te volgen. Men kan slechts met beweegbare hulpspiegels of met elektronische middelen de waarnemingstijd iets verlengen. Dat laatste wordt gerealiseerd door op de CCD-sensor een spanning aan te brengen die ertoe leidt dat de elektronen zich met dezelfde snelheid verplaatsen als het beeld, zodat er een scherp beeld ontstaat. Er zijn echter ook deelgebieden in het astronomisch onderzoek waarvoor dit niet nodig is, zoals langlopende observatie van de sterrenhemel en het zoeken naar supernova’s en andere tijdelijke verschijnselen. Daar men ervan uitgaat dat het heelal isotroop en homogeen is (kosmologisch principe), is waarneming van de gehele hemel niet noodzakelijk om zijn structuur te bestuderen, zodat ook hier vloeibaarmetaaltelescopen gebruikt kunnen worden. Toch wordt inmiddels ook onderzoek gedaan naar mogelijkheden om deze telescopen te kunnen kantelen.

## Vloeibaarmetaaltelescopen op de maan
Ionische vloeistoffen met een laag smeltpunt (beneden 130 kelvin) zijn genoemd als mogelijke basis voor vloeibarespiegeltelescopen met grote diameter, die op de maan geïnstalleerd zouden moeten worden. De lage temperaturen bieden een voordeel wanneer men wil observeren in zeer langgolvig infrarood, dat door extreme roodverschuiving ontstaat en afkomstig is van de verstgelegen delen van het heelal. Een dergelijke vloeistofbasis zou dan met een dunne metaalfilm worden bedekt die het reflecterende oppervlak vormt.